# Henry Ossian Flipper
Pour les articles homonymes, voir Flipper (homonymie).
Henry Ossian Flipper, né le 21 mars 1856 à Thomasville en Géorgie aux États-Unis et mort le 3 mai 1940, est un officier américain. Ancien esclave, il devient en 1877 le premier afro-américain diplômé de l'académie militaire de West Point aux États-Unis. 

## Biographie
Flipper est né à Thomasville, en Géorgie. Sa mère, Isabelle Flipper, et son père, Festus Flipper, étaient des esclaves.
Après la guerre de Sécession, Flipper entre à l'Université d'Atlanta. Là, l'homme politique James C. Freeman le nomme, en tant que recrue, pour rejoindre West Point, où quatre autres cadets noirs étaient déjà présents. Le petit groupe vit une période difficile à l'académie, où ils sont rejetés par les étudiants blancs. Néanmoins, Flipper persévère et, en 1877, il est le premier du groupe à obtenir son diplôme. Il devient lieutenant dans la cavalerie de l'armée américaine.
En juillet 1877, Flipper est lieutenant au Fort Sill dans le Territoire indien et affecté au 10e régiment de cavalerie. Mais comme le 10e régiment n'est pas à Fort Sill, mais à Fort Concho, Flipper n'est pas affecté à une troupe de cavalerie, mais à d'autres tâches, dont l'ingénierie et le drainage de marais infestés par la malaria. Il supervise également la construction de routes et de lignes télégraphiques. Il reçoit finalement l'ordre de rejoindre Fort Concho au Texas en octobre 1877. Il est le premier non-blanc à diriger des soldats de cavalerie.
Le capitaine Nicholas M. Nolan, le commandant de la cavalerie, est l'officier chargé de lui apprendre à devenir officier de cavalerie. Nolan est boudé par plusieurs officiers blancs, pour avoir permis à Flipper de dîner dans ses quartiers, là où sa fille Kate était présente. Nolan défendit Flipper en déclarant que celui-ci était un officier et un gentleman comme n'importe quel autre officier présent.
En 1878, Nolan et sa seconde femme, Eleanor Anne Dwyer, ont une fille, Mollie Dwyer. Celle-ci et Flipper deviennent des amis et montent souvent à cheval ensemble. Nolan qui est de facto le commandant de Fort Elliott  fait de Flipper son adjudant qui obtient des notes élevées pour son commandement. Cependant, en raison de rumeurs et de lettres faisant allusion à des irrégularités, une campagne de dénigrement débute bientôt.
En mai 1880, Flipper et Nolan sont réunis au cours de la campagne de Victorio. C'est la dernière fois que les deux hommes sont réunis. Tout au long de cette période, la carrière militaire de Flipper est marquée par le racisme dans l'armée, en dépit du soutien de certains officiers, comme Nolan et la plupart des civils blancs, impressionnés par ses compétences. Dans la dernière partie de 1880, Flipper est envoyé à Fort Davis et affecté comme quartier-maître.
Le colonel William Rufus Shafter prend le commandement du Fort Davis en mars 1881, après en avoir été le commandant du régiment d'infanterie. Shafter avait la réputation de harceler les officiers qu'il n'aimait pas. Flipper est congédié de son poste d'intendant en quelques jours. Puis Shafter demande à Flipper de garder dans ses quartiers le coffre-fort du quartier-maître. En juillet 1881, Flipper découvre une pénurie de plus de 2 000 $. Se rendant compte que cela pourrait être utilisé contre lui par les autres officiers afin de le forcer à quitter l'armée, il tente de cacher l'écart, qui est découvert par la suite. En août, Flipper est arrêté pour détournement de fonds publics par Shafter. Bon nombre de soldats estimant qu'il s'agit d'un piège, les soldats et la communauté trouvent en quatre jours l'argent nécessaire pour remplacer ce qui manque. Shafter accepte l'argent, puis convoque ensuite une cour martiale le 17 septembre 1881.
En décembre 1881, la cour martiale déclare Flipper innocent de l'accusation principale, mais une autre accusation s'y ajoute au cours du procès. Il est déclaré coupable de conduite indigne d'un officier et d'un gentleman, démis de ses fonctions et condamné. C'était plus qu'une sentence sévère : dans des situations antérieures impliquant des officiers blancs reconnus coupables de détournement de fonds, aucun n'avait été déshonoré ni congédié. Ce sont les lettres échangées entre Mollie Dwyer (la belle-sœur de Nolan) et Flipper qui ont été utilisées contre lui, les relations entre blancs et noirs étant strictement interdites aux yeux des officiers blancs. Malgré les appels et le refus d'une peine plus légère demandée par le président Chester A. Arthur, Flipper est expulsé de l'armée, le 30 juin 1882, pour le reste de sa vie. Pendant tout le reste de sa vie, Flipper a contesté les accusations et s'est battu pour retrouver son honneur. À titre posthume, Bill Clinton le gracie en 1999.
Après son licenciement, Flipper reste au Texas, où il travaille comme ingénieur en génie civil. En 1898, il se porte volontaire pour servir dans la guerre hispano-américaine, mais les demandes visant à rétablir sa commission sont ignorées par le Congrès. Il vit ensuite au Mexique, et à son retour aux États-Unis, il sert comme conseiller pour le sénateur Albert Bacon Fall. Lorsque Fall devient Secrétaire à l'Intérieur des États-Unis en 1921, Flipper le rejoint à Washington, pour travailler comme assistant.

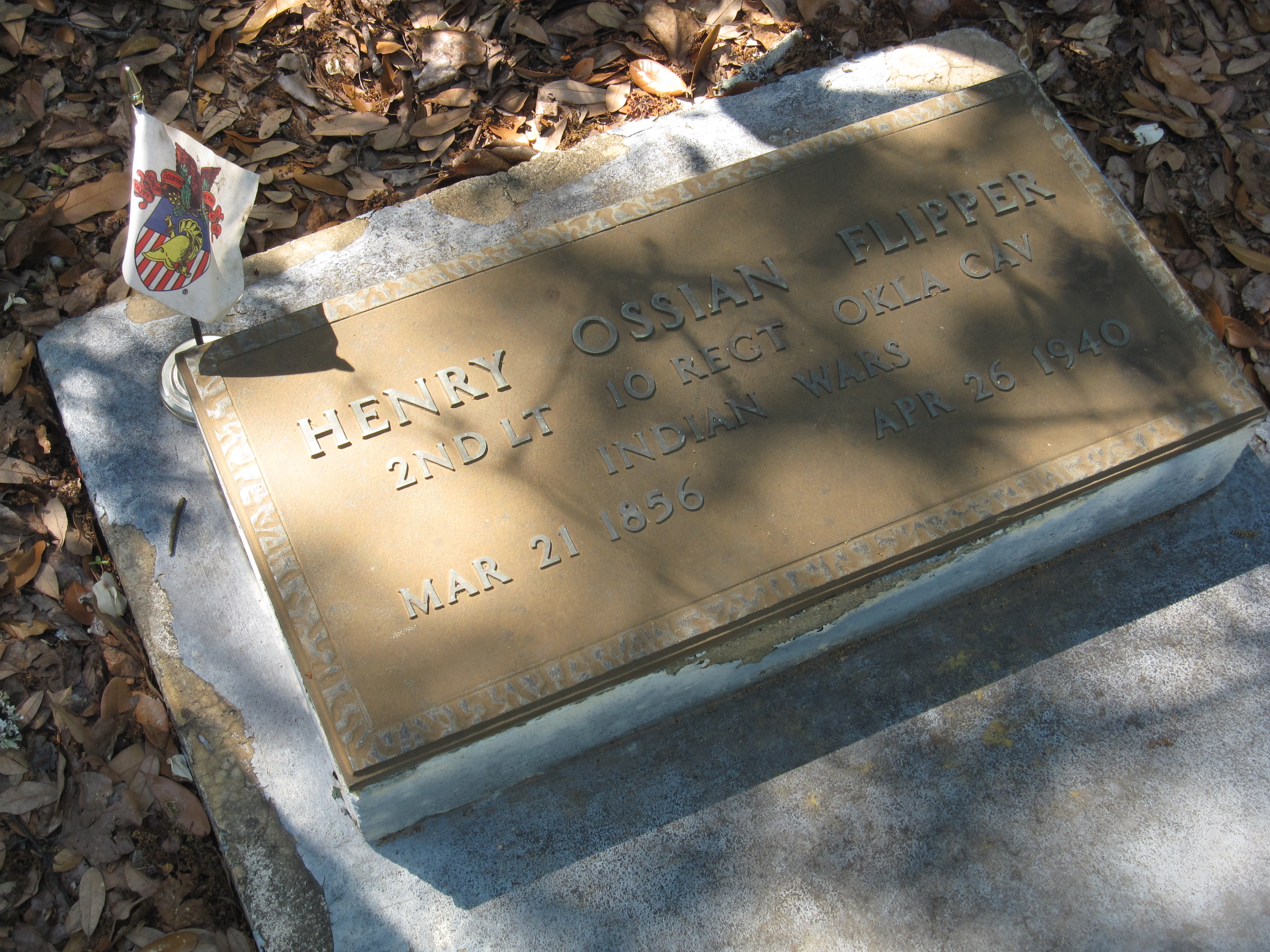
Tombe de Henry Ossian Flipper à Thomasville.

En 1923, Flipper part travailler au Venezuela en tant qu'ingénieur dans l'industrie pétrolière. Il se retire à Atlanta en 1931 et meurt en 1940.